# Judith de Bavière (925-985)
Pour les articles homonymes, voir Judith de Bavière.
Judith, née vers 925 et morte le 29 juin peu après 985, est une princesse de la dynastie des Luitpolding, fille du duc Arnulf Ier de Bavière. Épouse du duc Henri Ier, elle fut duchesse de Bavière jusqu'au décès de son époux en 955 puis régente du duché de Bavière jusqu'à la majorité de son fils Henri II en 972.

## Biographie

### Origine
Judith est la fille aînée d'Arnulf Ier (mort en 937), dit « le Mauvais », duc de Bavière depuis 907, et de son épouse Judith (fille du comte Eberhard de Sülichgau, selon les sources) issue de la noble famille des Unrochides, descendants du marquis Évrard de Frioul.
La famille d'Arnulf, les Luitpolding, est considérée comme l'ancêtre de la maison de Babenberg dont le nom vient du château de Bamberg en Franconie et a gouverné le margraviat d'Autriche (Ostarrichi) puis le duché d'Autriche de 976 jusqu'à l'extinction de lignée masculine en 1246. Dans le royaume de Francie orientale (Germanie), son père essaye de maintenir l'autonomie de son duché de Bavière et entre en conflits avec le roi Conrad Ier ainsi qu'avec son successeur ottonien, Henri l'Oiseleur. Selon les Annales de Strasbourg, il se serait même proclamé antiroi après la mort de Conrad en 918, mais se réconcilie avec Henri trois ans plus tard.

### Mariage
Le frère aîné de Judith, Eberhard, succède à son père en tant que duc de Bavière en 937 et se querelle avec le fils de Henri l'Oiseleur, le nouveau roi Otton Ier. L'année suivante, Otton attaque les terres bavaroise, destitue Eberhard et nomme son oncle Berthold, frère cadet d'Arnulf, duc de Bavière. Bien que Berthold soit resté un fidèle partisan de la dynastie ottonienne, il ne réussit pas à obtenir le duché de Bavière pour son fils mineur, Henri le Jeune. Au lieu de cela, le roi Otton échafaude un plan pour créer une relation dynastique avec les Luitpolding et installer son propre frère cadet, Henri dit « le Mauvais », comme duc.
Peu avant la mort de son père, Judith était fiancée à Henri le Mauvais, légitimant ainsi les prétentions de ce dernier au trône bavarois. Grâce à cette alliance matrimoniale entre les dynasties des Luitpolding et des Ottoniens, le duché de Bavière entre dans le royaume de Germanie et la descendance de Judith soutient la reconnaissance de la domination de son mari. À la mort de Berthold en 947, Henri lui succède comme duc. Judith reste fidèle à son mari, même lorsqu'il est temporairement expulsé par la noblesse bavaroise lors de la révolte du duc Liudolf de Souabe, neveu de Henri, en 953.

### Régence
Le fils de Judith, Henri II, naît en 951. Il est mineur quand son père tombe malade et meurt en 955 ; nommé son tuteur, Judith devient alors régente pour une décennie. Elle s'avère une dirigeante capable des vastes territoires bavarois (incluant également la nouvelle marche de Vérone en Italie) lorsqu'elle donne sa fille Hedwig au duc Burchard III de Souabe et arrange le mariage de son fils Henri II avec la princesse Gisèle de Bourgogne, forgeant ainsi une alliance stable entre les duchés du sud de la Germanie et le royaume bourguignon. 

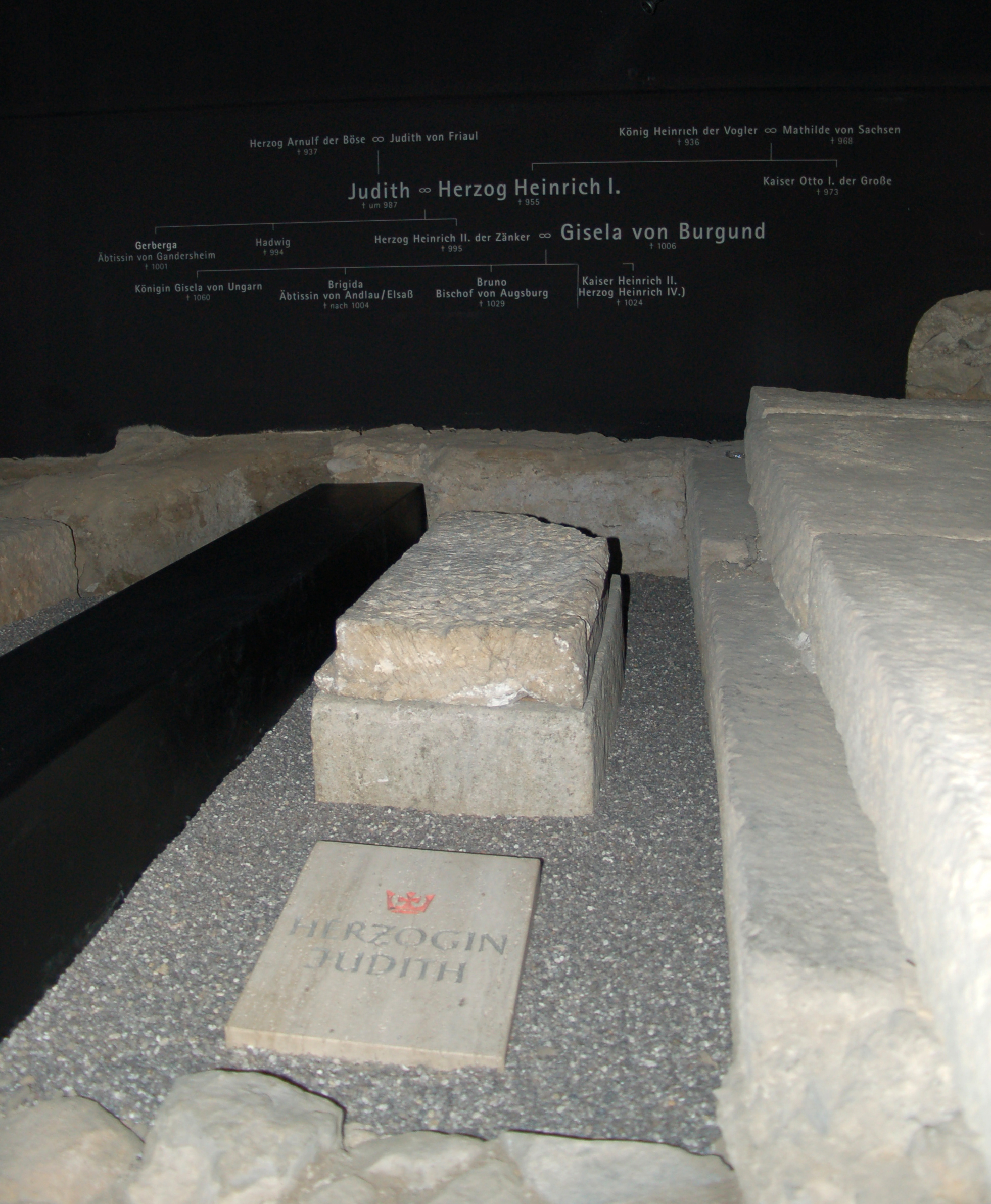
La tombe de Judith à Niedermünster.

Judith entretient également de bonnes relations avec la dynastie ottonienne et l'impératrice Adélaïde de Bourgogne. Selon l'historien médiéval Widukind de Corvey, elle est « une femme d'une sagesse exceptionnelle »[réf. nécessaire]. À son retour d'un pèlerinage à Jérusalem, en 973, elle a été témoin de la rébellion de son fils Henri II dit « le Querelleur » suivie de sa déposition par l'empereur Otton II. Elle se retire au couvent de Niedermünster à Ratisbonne, où elle meurt et fut enterrée à côté de son mari.

## Descendance
Trois enfants sont nés de l'union avec Henri Ier de Bavière :
- Gerberge (940-1001), abbesse à Gandersheim ;
- Hedwig (morte en 994), épouse du duc Burchard III de Souabe ;
- Henri II (951-995) dit « le Querelleur ».

Judith est l'ancêtre de la branche bavaroise de la dynastie ottonienne; son petit-fils Henri IV de Bavière dit « le Boiteux » est élu roi des Romains en 1002 et sacré empereur romain germanique en 1014. Certaines sources mentionnent un fils plus jeune, peut-être illégitime de son mari, nommé Brun, qui s'est marié et a eu des descendants, bien qu'une affiliation avec les Brunonides de Brunswick n'ait pas été définitivement établie.